# شهرستان نورمن (مینه‌سوتا)
شهرستان نورمن، مینه‌سوتا (به انگلیسی: Norman County, Minnesota) شهرستانی در ایالات متحده آمریکا است که در مینه‌سوتا واقع شده‌است.